# Australasie na Letních olympijských hrách 1912
Australasie na Letních olympijských hrách v roce 1912 ve švédském Stockholmu reprezentovalo 25 sportovců ve 4 sportech. Ve výpravě bylo 23 mužů a 2 ženy.

## Medailisté
| Medaile | Jméno                                                        | Sport   | Soutěž                              |
| ------- | ------------------------------------------------------------ | ------- | ----------------------------------- |
| Zlato   | Fanny Duracková                                              | Plavání | Ženy 100 m volný způsob             |
| Zlato   | Leslie Boardman Malcolm Champion Cecil Healy Harold Hardwick | Plavání | Muži štafeta 4 × 200 m volný způsob |
| Stříbro | Cecil Healy                                                  | Plavání | Muži 100 m volný způsob             |
| Stříbro | Wilhelmina Wylie                                             | Plavání | Ženy 100 m volný způsob             |
| Bronz   | Harold Hardwick                                              | Plavání | Muži 400 m volný způsob             |
| Bronz   | Harold Hardwick                                              | Plavání | Muži 1500 m volný způsob            |
| Bronz   | Anthony Wilding                                              | Tenis   | Muži dvouhra v hale                 |